# Copa Libertadores da América de Futebol Feminino de 2024
A Copa Libertadores da América de Futebol Feminino de 2024, oficialmente CONMEBOL Libertadores Femenina 2024, foi a 16.ª edição da competição organizada pela Confederação Sul-Americana de Futebol (CONMEBOL).
O torneio foi realizado no Paraguai de 3 a 19 de outubro de 2024. Embora a competição estivesse originalmente programada para ser realizada no Uruguai, a CONMEBOL anunciou a troca de sede em 29 de agosto de 2024. Por conta dessa mudança de última hora, a Associação Uruguaia de Futebol perdeu a segunda vaga que tinha direito no certame, que seria do Nacional, vice-campeão da Liga Uruguaia em 2023. Consequentemente, a vaga extra foi destinada a um filiado da Associação Paraguaia de Futebol, no caso, o Libertad, terceiro colocado do Torneio Apertura local de 2023.
Na final da competição, o Corinthians derrotou o Santa Fe por 2–0, resultado que garantiu o quinto título continental para a equipe brasileira.

## Formato
Para a fase de grupos, as 16 seleções foram sorteadas em quatro grupos. As equipes de cada grupo jogaram entre si em sistema de round-robin, com as duas primeiras equipes de cada grupo avançando para as quartas de final. A partir das quartas de final, as equipes jogaram um torneio de eliminação única.

## Equipes classificadas
As seguintes 16 equipes das 10 federações filiadas à CONMEBOL se qualificaram para o torneio:
- Campeão da Libertadores Feminina de 2023
- Uma vaga adicional ao país-anfitrião
- Duas vagas para as quatro melhores associações de acordo com o ranking histórico da competição até a edição de 2023
- Uma vaga para as seis associações restantes[5]

| Associação                         | Equipe           | Forma de classificação                                                               | Participação |
| ---------------------------------- | ---------------- | ------------------------------------------------------------------------------------ | ------------ |
| Argentina · (1 vaga)               | Boca Juniors     | Campeões do Torneo YPF e Copa YPF de 2023                                            | 9.ª          |
| Bolívia · (1 vaga)                 | Always Ready     | Campeão do Campeonato Boliviano de 2024                                              | 3.ª          |
| Brasil · (2 vagas + atual campeão) | Corinthians      | Campeão da Libertadores Feminina de 2023 e do Campeonato Brasileiro Série A1 de 2023 | 7ª           |
| Brasil · (2 vagas + atual campeão) | Ferroviária      | Vice-campeão do Campeonato Brasileiro Série A1 de 2023                               | 7ª           |
| Brasil · (2 vagas + atual campeão) | Santos           | Terceiro colocado do Campeonato Brasileiro Série A1 de 2023                          | 5ª           |
| Chile · (2 vagas)                  | Colo-Colo        | Campeão do Campeonato Feminino Caja Los Andes de 2023                                | 11.ª         |
| Chile · (2 vagas)                  | Santiago Morning | Vice-campeão do Campeonato Feminino Caja Los Andes de 2023                           | 5.ª          |
| Colômbia · (2 vagas)               | Deportivo Cali   | Campeão da Liga Profissional Feminina de 2024                                        | 3.ª          |
| Colômbia · (2 vagas)               | Santa Fe         | Vice-campeão da Liga Profissional Feminina de 2024                                   | 5.ª          |
| Equador · (1 vaga)                 | Dragonas IDV     | Campeão da Superliga Feminina de 2023                                                | 2.ª          |
| Paraguai · (2 vagas + anfitrião)   | Olimpia          | Campeão do Torneio Apertura de 2023                                                  | 3.ª          |
| Paraguai · (2 vagas + anfitrião)   | Guaraní          | Vice-campeão do Torneio Apertura de 2023                                             | 1.ª          |
| Paraguai · (2 vagas + anfitrião)   | Libertad         | Terceiro colocado do Torneio Apertura de 2023                                        | 5.ª          |
| Peru · (1 vaga)                    | Alianza Lima     | Campeão da Liga Feminina de 2024                                                     | 3.ª          |
| Uruguai · (1 vaga)                 | Peñarol          | Campeão do Campeonato Uruguaio de 2023                                               | 4.ª          |
| Venezuela · (1 vaga)               | ADIFFEM          | Campeão da Liga Feminina de 2024                                                     | 1.ª          |

## Sorteio
O sorteio da fase de grupos foi realizado em 12 de setembro de 2024, no Centro de Convenções da CONMEBOL em Luque, no Paraguai. As equipes foram divididas em quatro potes com quatro equipes cada, sendo que duas equipes de um mesmo país não podem caírem no mesmo grupo.
O atual campeão da competição (Corinthians) e o melhor representante do país anfintrião (Olimpia) foram alocados automaticamente para o primeiro pote, nas posições A1 e B1, respectivamente. As outras equipes ficaram distribuidas nos potes de acordo com a colocação dos times da sua federação no torneio anterior, com as vagas adicionais de Brasil, Chile, Colômbia e Paraguai indo para o pote 4.
| Pote 1                                                 | Pote 2                                              | Pote 3                                            | Pote 4                                                           |
| ------------------------------------------------------ | --------------------------------------------------- | ------------------------------------------------- | ---------------------------------------------------------------- |
| - Corinthians - Olimpia - Ferroviária - Deportivo Cali | - Colo-Colo - Guaraní - Boca Juniors - Dragonas IDV | - Alianza Lima - ADIFFEM - Always Ready - Peñarol | - Santos - Santa Fe - Santiago Morning/Formas Íntimas - Libertad |

## Primeira fase

### Grupo A
| Pos | Equipe       | Pts | J | V | E | D | GP | GC | SG  | Classificado |
| --- | ------------ | --- | - | - | - | - | -- | -- | --- | ------------ |
| 1   | Corinthians  | 7   | 3 | 2 | 1 | 0 | 11 | 1  | +10 | Fase final   |
| 2   | Boca Juniors | 7   | 3 | 2 | 1 | 0 | 4  | 1  | +3  | Fase final   |
| 3   | Libertad     | 3   | 3 | 1 | 0 | 2 | 2  | 4  | −2  |              |
| 4   | ADIFFEM      | 0   | 3 | 0 | 0 | 3 | 1  | 12 | −11 |              |

| 3 de outubro | Corinthians | 0 – 0  | Boca Juniors | Assunção                                          |  |
| 17:30        |             | Súmula |              | Estádio: Arsenio Erico Árbitra: CHI Dione Rissios |  |

| 3 de outubro | ADIFFEM | 0 – 1  | Libertad     | Assunção                                        |  |
| 20:00        |         | Súmula | 90+5' Larrea | Estádio: Arsenio Erico Árbitra: COL Jenny Arias |  |

| 6 de outubro | Corinthians                                                                                             | 8 – 0  | ADIFFEM | Assunção                                              |  |
| 17:30        | Gabi Zanotti 4', 69' · Duda Sampaio 25' · Eudimilla 32' (pen.), 52', 55' · Ju Ferreira 36' · Yasmim 78' | Súmula |         | Estádio: Arsenio Erico Árbitra: PER Elizabeth Tintaya |  |

| 6 de outubro | Boca Juniors | 1 – 0  | Libertad | Assunção                                         |  |
| 20:00        | Palomar 76'  | Súmula |          | Estádio: Arsenio Erico Árbitra: URU Nadia Fuques |  |

| 9 de outubro | Libertad     | 1 – 3  | Corinthians                                       | Assunção                                          |  |
| 17:30        | Martínez 57' | Súmula | 9' Ju Ferreira · 74' Jaqueline · 83' Gabi Zanotti | Estádio: Arsenio Erico Árbitra: CHI Dione Rissios |  |

| 9 de outubro | Boca Juniors               | 3 – 1  | ADIFFEM    | Ypané                                          |  |
| 17:30        | Arias 37', 64' · Núñez 76' | Súmula | 49' Flórez | Estádio: CARFEM Árbitra: EQU Marcelly Zambrano |  |

### Grupo B
| Pos | Equipe       | Pts | J | V | E | D | GP | GC | SG  | Classificado |
| --- | ------------ | --- | - | - | - | - | -- | -- | --- | ------------ |
| 1   | Santos       | 9   | 3 | 3 | 0 | 0 | 10 | 2  | +8  | Fase final   |
| 2   | Olimpia      | 6   | 3 | 2 | 0 | 1 | 7  | 5  | +2  | Fase final   |
| 3   | Colo-Colo    | 3   | 3 | 1 | 0 | 2 | 7  | 3  | +4  |              |
| 4   | Always Ready | 0   | 3 | 0 | 0 | 3 | 0  | 14 | −14 |              |

| 3 de outubro | Olimpia                    | 2 – 1  | Colo-Colo   | Ypané                                     |  |
| 17:30        | González 47' · Peralta 55' | Súmula | 15' Acevedo | Estádio: CARFEM Árbitra: URU Nadia Fuques |  |

| 3 de outubro | Always Ready | 0 – 5  | Santos                                                                               | Ypané                                          |  |
| 20:00        |              | Súmula | 1' Thaisinha · 5' Suzane Pires · 38' Ketlen · 49' Day Silva · 58' (g.c.) Salvatierra | Estádio: CARFEM Árbitra: EQU Marcelly Zambrano |  |

| 6 de outubro | Olimpia                               | 3 – 0  | Always Ready | Ypané                                        |  |
| 17:30        | Peralta 8' · Varela 25' · Barbosa 44' | Súmula |              | Estádio: CARFEM Árbitra: VEN Stefani Escobar |  |

| 6 de outubro | Colo-Colo | 0 – 1  | Santos     | Ypané                                    |  |
| 20:00        |           | Súmula | 60' Ketlen | Estádio: CARFEM Árbitra: COL Jenny Arias |  |

| 9 de outubro | Santos                                                | 4 – 2  | Olimpia               | Assunção                                         |  |
| 20:00        | Carol Baiana 23' · Ketlen 39', 51' · Rafa Martins 80' | Súmula | 9' Arce · 89' Peralta | Estádio: Arsenio Erico Árbitra: URU Nadia Fuques |  |

| 9 de outubro | Colo-Colo                                                   | 6 – 0  | Always Ready | Ypané                                          |  |
| 20:00        | Grez 3', 61' · Urrutia 10' · Acuña 51', 60' · Balmaceda 89' | Súmula |              | Estádio: CARFEM Árbitra: PER Elizabeth Tintaya |  |

### Grupo C
| Pos | Equipe       | Pts | J | V | E | D | GP | GC | SG | Classificado |
| --- | ------------ | --- | - | - | - | - | -- | -- | -- | ------------ |
| 1   | Santa Fe     | 5   | 3 | 1 | 2 | 0 | 2  | 1  | +1 | Fase final   |
| 2   | Dragonas IDV | 4   | 3 | 1 | 1 | 1 | 3  | 2  | +1 | Fase final   |
| 3   | Ferroviária  | 3   | 3 | 0 | 3 | 0 | 4  | 4  | 0  |              |
| 4   | Peñarol      | 2   | 3 | 0 | 2 | 1 | 2  | 4  | −2 |              |

| 4 de outubro | Ferroviária            | 1 – 1  | Dragonas IDV    | Assunção                                           |  |
| 17:30        | A. Zambrano 55' (g.c.) | Súmula | 78' A. Zambrano | Estádio: Arsenio Erico Árbitra: BOL Adriana Farfán |  |

| 4 de outubro | Peñarol | 0 – 0  | Santa Fe | Assunção                                           |  |
| 20:00        |         | Súmula |          | Estádio: Arsenio Erico Árbitra: PAR Zulma Quiñónez |  |

| 7 de outubro | Ferroviária            | 2 – 2  | Peñarol                   | Assunção                                          |  |
| 17:30        | Darlene 28' · Lelê 78' | Súmula | 42' Carballo · 81' Larrea | Estádio: Arsenio Erico Árbitra: CHI Dione Rissios |  |

| 7 de outubro | Dragonas IDV | 0 – 1  | Santa Fe     | Assunção                                               |  |
| 20:00        |              | Súmula | 24' Zamorano | Estádio: Arsenio Erico Árbitra: ARG Roberta Echeverría |  |

| 10 de outubro | Santa Fe         | 1 – 1  | Ferroviária     | Assunção                                           |  |
| 18:30         | Reyes 73' (pen.) | Súmula | 33' Rafa Soares | Estádio: Arsenio Erico Árbitra: PAR Zulma Quiñónez |  |

| 10 de outubro | Dragonas IDV              | 2 – 0  | Peñarol | Ypané                                        |  |
| 18:30         | Litardo 51' · Bolaños 53' | Súmula |         | Estádio: CARFEM Árbitra: VEN Stefani Escobar |  |

### Grupo D
| Pos | Equipe           | Pts | J | V | E | D | GP | GC | SG | Classificado |
| --- | ---------------- | --- | - | - | - | - | -- | -- | -- | ------------ |
| 1   | Deportivo Cali   | 9   | 3 | 3 | 0 | 0 | 8  | 2  | +6 | Fase final   |
| 2   | Alianza Lima     | 6   | 3 | 2 | 0 | 1 | 6  | 2  | +4 | Fase final   |
| 3   | Santiago Morning | 3   | 3 | 1 | 0 | 2 | 5  | 7  | −2 |              |
| 4   | Guaraní          | 0   | 3 | 0 | 0 | 3 | 2  | 10 | −8 |              |

| 4 de outubro | Alianza Lima           | 2 – 0  | Santiago Morning | Ypané                                       |  |
| 17:30        | Lúcar 15' · Flores 65' | Súmula |                  | Estádio: CARFEM Árbitra: BRA Charly Deretti |  |

| 4 de outubro | Deportivo Cali            | 2 – 1  | Guaraní              | Ypané                                           |  |
| 20:00        | Landázury 1' · Guerra 62' | Súmula | 27' (pen.) Rodríguez | Estádio: CARFEM Árbitra: ARG Roberta Echeverría |  |

| 7 de outubro | Deportivo Cali             | 2 – 1  | Alianza Lima | Ypané                                       |  |
| 17:30        | P. García 25' · Guerra 31' | Súmula | 83' Rayane   | Estádio: CARFEM Árbitra: BOL Adriana Farfán |  |

| 7 de outubro | Guaraní     | 1 – 5  | Santiago Morning                                             | Ypané                                          |  |
| 20:00        | Sánchez 15' | Súmula | Rojas 3' · Navarrete 20' · Valencia 71', 85' · Henríquez 78' | Estádio: CARFEM Árbitra: EQU Marcelly Zambrano |  |

| 10 de outubro | Santiago Morning | 0 – 4  | Deportivo Cali                                               | Assunção                                               |  |
| 21:00         |                  | Súmula | Calvo 2' · Ibargüen 23' (pen.) · Castellanos 34' · Muñoz 64' | Estádio: Arsenio Erico Árbitra: ARG Roberta Echeverría |  |

| 10 de outubro | Guaraní | 0 – 3  | Alianza Lima                            | Ypané                                       |  |
| 21:00         |         | Súmula | Lúcar 27', 54' · N. Romero 45+5' (pen.) | Estádio: CARFEM Árbitra: BRA Charly Deretti |  |

## Fase final
Segundo o artigo 26 da Competição, a partir das quartas de final, as equipe jogarão um torneio eliminatório. Se houver empate no tempo normal, não haverá prorrogação e uma disputa por pênaltis definirá a equipe vencedora.

### Tabela
|  | Quartas-de-final              | Quartas-de-final                 |                                      |       | Semifinal      | Semifinal      |  |  | Final | Final |
|  |                               |                                  |                                      |       |                |                |  |  |       |       |
|  | 12 de outubro – CARFEM        |                                  |                                      |       |                |                |  |  |       |       |
|  |                               |                                  |                                      |       |                |                |  |  |       |       |
|  | Corinthians                   | 2                                |                                      |       |                |                |  |  |       |       |
|  | Corinthians                   | 2                                | 15 de outubro – Estádio CONMEBOL     |       |                |                |  |  |       |       |
|  | Olimpia                       | 0                                |                                      |       |                |                |  |  |       |       |
|  | Olimpia                       | 0                                | Corinthians                          | 1     |                |                |  |  |       |       |
|  | 12 de outubro – CARFEM        |                                  | Corinthians                          | 1     |                |                |  |  |       |       |
|  |                               | Boca Juniors                     | 0                                    |       |                |                |  |  |       |       |
|  | Santos                        | Boca Juniors                     | 0                                    | 0 (2) |                |                |  |  |       |       |
|  | Santos                        |                                  | 19 de outubro – Defensores del Chaco | 0 (2) |                |                |  |  |       |       |
|  | Boca Juniors (pen.)           | 0 (4)                            |                                      |       |                |                |  |  |       |       |
|  | Boca Juniors (pen.)           | 0 (4)                            | Corinthians                          | 2     |                |                |  |  |       |       |
|  | 13 de outubro – Arsenio Erico |                                  | Corinthians                          | 2     |                |                |  |  |       |       |
|  |                               | Santa Fe                         | 0                                    |       |                |                |  |  |       |       |
|  | Santa Fe                      | Santa Fe                         | 0                                    | 2     |                |                |  |  |       |       |
|  | Santa Fe                      | 16 de outubro – Estádio CONMEBOL |                                      | 2     |                |                |  |  |       |       |
|  | Alianza Lima                  | 0                                |                                      |       |                |                |  |  |       |       |
|  | Alianza Lima                  | 0                                | Santa Fe (pen.)                      | 1 (4) |                |                |  |  |       |       |
|  | 13 de outubro – Arsenio Erico |                                  | Santa Fe (pen.)                      | 1 (4) |                |                |  |  |       |       |
|  |                               | Dragonas IDV                     | 1 (2)                                |       | Terceiro lugar | Terceiro lugar |  |  |       |       |
|  | Deportivo Cali                | Dragonas IDV                     | 1 (2)                                | 0     | Terceiro lugar | Terceiro lugar |  |  |       |       |
|  | Deportivo Cali                |                                  | 19 de outubro – Estádio CONMEBOL     | 0     |                |                |  |  |       |       |
|  | Dragonas IDV                  | 3                                |                                      |       |                |                |  |  |       |       |
|  | Dragonas IDV                  | 3                                | Boca Juniors                         | 2     |                |                |  |  |       |       |
|  |                               |                                  |                                      |       |                |                |  |  |       |       |
|  | Dragonas IDV                  | 0                                |                                      |       |                |                |  |  |       |       |
|  | Dragonas IDV                  | 0                                |                                      |       |                |                |  |  |       |       |

### Quartas de final
| 12 de outubro | Corinthians                    | 2 – 0  | Olimpia | Ypané                                          |  |
| 17:00         | Gabi Zanotti 50' · Millene 52' | Súmula |         | Estádio: CARFEM Árbitra: EQU Marcelly Zambrano |  |

| 12 de outubro                             | Santos | 0 – 0 (2 – 4 pen.)               | Boca Juniors | Ypané                                        |  |
| 20:00                                     |        | Súmula                           |              | Estádio: CARFEM Árbitra: VEN Stefani Escobar |  |
|                                           |        | Penalidades                      |              |                                              |  |
| Karla Alves Day Silva Rodríguez Ana Carla |        | Masagli Sasaki Flores Núñez Cruz |              |                                              |  |

| 13 de outubro | Santa Fe                | 2 – 0  | Alianza Lima | Assunção                                               |  |
| 17:00         | Gaitán 22' · Torres 40' | Súmula |              | Estádio: Arsenio Erico Árbitra: ARG Roberta Echeverría |  |

| 13 de outubro | Deportivo Cali | 0 – 3  | Dragonas IDV                 | Assunção                                         |  |
| 20:00         |                | Súmula | 26', 29', 74' (pen.) Bolaños | Estádio: Arsenio Erico Árbitra: URU Nadia Fuques |  |

### Semifinais
| 15 de outubro | Corinthians      | 1 – 0  | Boca Juniors | Luque                                                |  |
| 17:00         | Gabi Zanotti 59' | Súmula |              | Estádio: Estádio CONMEBOL Árbitra: CHI Dione Rissios |  |

| 16 de outubro                | Santa Fe  | 1 – 1 (4 – 2 pen.)               | Dragonas IDV | Luque                                                 |  |
| 17:00                        | Reyes 29' | Súmula                           | 2' Roldán    | Estádio: Estádio CONMEBOL Árbitra: PAR Zulma Quiñónez |  |
|                              |           | Penalidades                      |              |                                                       |  |
| Reyes Motta Gaitán Hernández |           | Bolaños A. Zambrano Páez Riveros |              |                                                       |  |

### Terceiro lugar
| 19 de outubro | Boca Juniors               | 2 – 0  | Dragonas IDV | Luque                                                  |  |
| 15:45         | Núñez 14' · Preininger 24' | Súmula |              | Estádio: Estádio CONMEBOL Árbitra: VEN Stefani Escobar |  |

### Final
|  | Corinthians |  | Santa Fe |  |

| G               | 1  | Nicole          |  |     |
| Z               | 6  | Belinha         |  |     |
| Z               | 99 | Érika           |  | 81' |
| Z               | 20 | Mariza          |  |     |
| Z               | 71 | Yasmim          |  |     |
| M               | 8  | Yaya            |  |     |
| M               | 27 | Duda Sampaio    |  | 76' |
| M               | 17 | Vic Albuquerque |  |     |
| M               | 77 | Carol Nogueira  |  | 81' |
| A               | 10 | Gabi Zanotti    |  | 75' |
| A               | 14 | Millene         |  | 62' |
| Reservas:       |    |                 |  |     |
| G               | 12 | Lelê            |  |     |
| Z               | 16 | Daniela Arias   |  | 81' |
| Z               | 21 | Paulinha        |  |     |
| M               | 18 | Gabi Portilho   |  |     |
| M               | 28 | Ju Ferreira     |  | 76' |
| A               | 7  | Gisela Robledo  |  | 81' |
| A               | 9  | Jheniffer       |  | 75' |
| A               | 11 | Eudimilla       |  | 62' |
| A               | 30 | Jaqueline       |  |     |
| Treinador:      |    |                 |  |     |
| Lucas Piccinato |    |                 |  |     |

| G            | 12 | Yessica Velásquez   |     |     |
| Z            | 38 | Leury Basanta       |     |     |
| Z            | 3  | Natalia Gaitán      |     |     |
| Z            | 4  | Andrea Pérez        |     |     |
| Z            | 6  | Viviana Acosta      |     |     |
| M            | 10 | María Camila Reyes  | 87' | 90' |
| M            | 5  | Micheel Baldallo    |     | 68' |
| M            | 19 | Gabriela Huertas    |     | 68' |
| A            | 7  | Mariana Zamorano    |     |     |
| A            | 25 | María Paula Córdoba |     | 46' |
| A            | 9  | Karla Torres        |     |     |
| Reservas:    |    |                     |     |     |
| G            | 1  | Wendy Martínez      |     |     |
| Z            | 14 | Laura Tovar         |     |     |
| Z            | 17 | Cristina Motta      |     |     |
| M            | 16 | Karen Hernández     |     | 68' |
| M            | 21 | Katherine Valbuena  |     | 90' |
| M            | 26 | Nicol Posada        |     |     |
| A            | 8  | Nelly Córdoba       |     | 46' |
| A            | 11 | Heidy Mosquera      |     | 68' |
| Treinador:   |    |                     |     |     |
| Omar Ramírez |    |                     |     |     |

| G               | 1  | Nicole          |  |     |
| Z               | 6  | Belinha         |  |     |
| Z               | 99 | Érika           |  | 81' |
| Z               | 20 | Mariza          |  |     |
| Z               | 71 | Yasmim          |  |     |
| M               | 8  | Yaya            |  |     |
| M               | 27 | Duda Sampaio    |  | 76' |
| M               | 17 | Vic Albuquerque |  |     |
| M               | 77 | Carol Nogueira  |  | 81' |
| A               | 10 | Gabi Zanotti    |  | 75' |
| A               | 14 | Millene         |  | 62' |
| Reservas:       |    |                 |  |     |
| G               | 12 | Lelê            |  |     |
| Z               | 16 | Daniela Arias   |  | 81' |
| Z               | 21 | Paulinha        |  |     |
| M               | 18 | Gabi Portilho   |  |     |
| M               | 28 | Ju Ferreira     |  | 76' |
| A               | 7  | Gisela Robledo  |  | 81' |
| A               | 9  | Jheniffer       |  | 75' |
| A               | 11 | Eudimilla       |  | 62' |
| A               | 30 | Jaqueline       |  |     |
| Treinador:      |    |                 |  |     |
| Lucas Piccinato |    |                 |  |     |

| G            | 12 | Yessica Velásquez   |     |     |
| Z            | 38 | Leury Basanta       |     |     |
| Z            | 3  | Natalia Gaitán      |     |     |
| Z            | 4  | Andrea Pérez        |     |     |
| Z            | 6  | Viviana Acosta      |     |     |
| M            | 10 | María Camila Reyes  | 87' | 90' |
| M            | 5  | Micheel Baldallo    |     | 68' |
| M            | 19 | Gabriela Huertas    |     | 68' |
| A            | 7  | Mariana Zamorano    |     |     |
| A            | 25 | María Paula Córdoba |     | 46' |
| A            | 9  | Karla Torres        |     |     |
| Reservas:    |    |                     |     |     |
| G            | 1  | Wendy Martínez      |     |     |
| Z            | 14 | Laura Tovar         |     |     |
| Z            | 17 | Cristina Motta      |     |     |
| M            | 16 | Karen Hernández     |     | 68' |
| M            | 21 | Katherine Valbuena  |     | 90' |
| M            | 26 | Nicol Posada        |     |     |
| A            | 8  | Nelly Córdoba       |     | 46' |
| A            | 11 | Heidy Mosquera      |     | 68' |
| Treinador:   |    |                     |     |     |
| Omar Ramírez |    |                     |     |     |

## Premiação
| CONMEBOL Libertadores Feminina 2024 |
| Brasil                              |
| ----------------------------------- |
| CORINTHIANS Bicampeão (5.º título)  |